# Cesare Mori
Cesare Primo Mori (Pavia, 22 dicembre 1871 – Udine, 5 luglio 1942) è stato un militare, funzionario, poliziotto e politico italiano.
È passato alla storia col soprannome di prefetto di ferro per i metodi utilizzati nella lotta alla mafia nel periodo in cui fu prefetto in Sicilia, dal 1924 al 1929. Fu nominato nel 1928 senatore del Regno d'Italia.
Iniziò la carriera come funzionario di polizia, fino a essere nominato prima questore, poi prefetto.
Aderì al fascismo, iscrivendosi al Partito Nazionale Fascista il 21 febbraio 1926. Era una figura probabilmente priva di connotazioni politiche, che dimostrò coraggio, dedizione e integrità nella difesa dello Stato e delle istituzioni, soprattutto nella lotta contro la mafia.
Il regista Pasquale Squitieri nel 1977 girò un film, Il prefetto di ferro, dedicato alla sua attività di contrasto al fenomeno mafioso durante il suo periodo di attività in Sicilia.

## Biografia

### Origini e formazione
Nei primi anni di vita crebbe nel brefotrofio di Pavia con nome e cognome provvisori di Primo Nerbi (in quanto fu il primo orfano a essere accolto: Primo restò comunque il suo secondo nome); fu riconosciuto dai suoi genitori naturali nell'ottobre del 1879. La forma originaria del nome "Cesare", fu mutata in "Cesare Primo", con regio decreto del 25 giugno 1929.
Studiò presso l'Accademia Militare di Torino e fu trasferito nel 1895 a Taranto come tenente d'artiglieria, dove conobbe una ragazza, Angelina Salvi, che successivamente sposò, dimettendosi dal Regio Esercito.
Entrò quindi nel 1898 nel Corpo della regia guardia per la pubblica sicurezza, operando prima a Ravenna nella polizia politica, poi, dal 1903, a Castelvetrano, in provincia di Trapani e dal 1907 a Trapani.

### La nomina a commissario e le prime esperienze in Sicilia
A Castelvetrano, nel trapanese, il "delegato" Mori cominciò subito ad agire energicamente, usando quegli stessi metodi decisi, inflessibili e poco ortodossi che riprenderà – con un'autorità e una libertà di azione incomparabilmente superiori – molti anni dopo in tutta la Sicilia. 
Nel 1909 fu nominato commissario. In quegli anni compì numerosi arresti e sfuggì a vari attentati. Scrisse il Procuratore Generale di Palermo:
Dopo 11 anni nel trapanese Mori fu trasferito a Firenze nel gennaio del 1915, con la carica di vice questore. Su quegli anni nell'isola scrisse il volume "Tra le zagare oltre la foschia".
In seguito a un inasprimento della situazione in Sicilia, coincidente con la guerra, vi fu presto rimandato nel 1916 al comando di squadre speciali mirate a una campagna contro il brigantaggio, le cui file si erano ingrossate con i renitenti alla leva. Nel corso dei suoi rastrellamenti, Mori si distinse ancora una volta per i suoi metodi energici e radicali. Nel dicembre 1916 si era fatto conoscere in provincia di Caltanissetta per gli arresti dei banditi Carlino e Tofalo a Riesi e per la rocambolesca caccia, nelle campagne nissene, al bandito Grillo, poi trovato morto. Per dare la caccia al famigerato brigante Paolo Grisafi, in una sola notte, fece arrestare più di 300 persone a Caltabellotta, nell'agrigentino, e lo costrinse alla resa nel 1917; nel complesso, ottenne risultati molto positivi.
Quando i giornali parlarono di "Colpo mortale alla mafia", Mori dichiarò a un suo collaboratore:

### Questore a Torino e Roma
Decorato con due medaglie d'argento al valore militare, fu promosso questore nel novembre 1917 e inviato ad Alessandria. 
Mori divenne successivamente questore a Torino e dal 1º ottobre 1919 a Roma (come facente funzioni), dove fu duramente contestato per aver fatto arrestare e perquisire, su ordine dell'allora Presidente del Consiglio Francesco Saverio Nitti, tutti i profughi fiumani e dalmati che stavano provocando disordini. Vi restò fino al 4 giugno 1920.
Il 16 giugno 1920, fu inviato ancora in Sicilia, a dirigere il "Servizio speciale per la repressione del malandrinaggio", fino al 2 febbraio 1921.

### La promozione a prefetto e l'incarico a Bologna
Intanto era stato promosso prefetto a disposizione nell'aprile 1920, mantenendo per qualche mese anche la questura di Roma. Di ritorno dalla Sicilia, assunse la carica di Prefetto di Bologna dall'8 febbraio 1921 al 20 agosto 1922. Il 20 novembre 1921 il governo Bonomi gli conferì poteri straordinari anche sulle altre 11 Province padane.
Il crescendo della tensione politica avvenne in seguito al ferimento di Guido Oggioni, vicecomandante della "Sempre Pronti", mentre tornava da una spedizione punitiva contro i "rossi", e all'uccisione di Celestino Cavedoni, segretario del Fascio. Mori si oppose alle rappresaglie violente e alle spedizioni punitive dei fascisti, inviando contro di loro la polizia, e fu per questo contestato dagli squadristi al comando di Leandro Arpinati, Italo Balbo e Dino Grandi, che, per sfregio, urinarono sui muri del palazzo della prefettura.
Definito spregiativamente dai fascisti come «prefetto socialista», nell'agosto 1922 fu trasferito dal governo Facta come prefetto a Bari, dopo un periodo a Bologna per porre fine ai disordini nel capoluogo emiliano. Collocato quindi a disposizione il 22 novembre 1922, dopo la marcia su Roma, si ritirò con la moglie a Firenze.

### Il ritorno in Sicilia nel contrasto acosa nostra
Benito Mussolini, che era appena rientrato da una visita ufficiale in Sicilia (a Palermo e Trapani) dove era rimasto colpito da una affermazione del sindaco di Piana dei Greci e boss mafioso Francesco Cuccia, richiese al ministro dell'Interno Luigi Federzoni e al capo della polizia Arturo Bocchini l'invio in Sicilia di un funzionario inflessibile per infliggere alla mafia un colpo mortale. La scelta cadde su Mori per la sua fama di uomo energico, non in contatto con la mafia locale e conoscitore della Sicilia. Perciò fu richiamato in servizio il 28 maggio 1924 dal ministro dell'Interno Federzoni, nonostante le perplessità espresse da Mussolini: «Spero che questo Mori sarà altrettanto duro con i mafiosi quanto lo è stato con i miei squadristi di Bologna». Insieme a Mori, fu inviato in Sicilia anche il magistrato Luigi Giampietro come procuratore generale. Mori fu inizialmente nominato prefetto di Trapani, dove arrivò il 2 giugno 1924 e dove rimase fino al 12 ottobre 1925. Come primo provvedimento ritirò subito tutti i permessi d'armi e nel gennaio 1925 nominò una commissione provinciale che doveva provvedere ai nullaosta (resi obbligatori) per il campieraggio e la guardianía, attività tradizionalmente controllate dalla mafia.
Dopo l'ottimo lavoro alla Prefettura di Trapani, Mussolini nominò Mori prefetto di Palermo, dove si insediò il 20 ottobre 1925, con poteri straordinari e con competenza estesa a tutta la Sicilia, al fine di sradicare il fenomeno mafioso nell'isola. Questo il testo del telegramma inviato da Mussolini:
Mori si insediò quindi a Palermo il 1º novembre dello stesso anno e vi rimase fino al luglio 1929. Qui attuò una durissima repressione verso la malavita e la mafia, colpendo anche bande di briganti e signorotti locali. Durante il suo mandato in Sicilia come prefetto plenipotenziario, Mori si avvalse dell'opera del delegato di Pubblica Sicurezza Francesco Spanò, che lo coadiuvò in tutte le azioni sul campo.

### L'assedio di Gangi

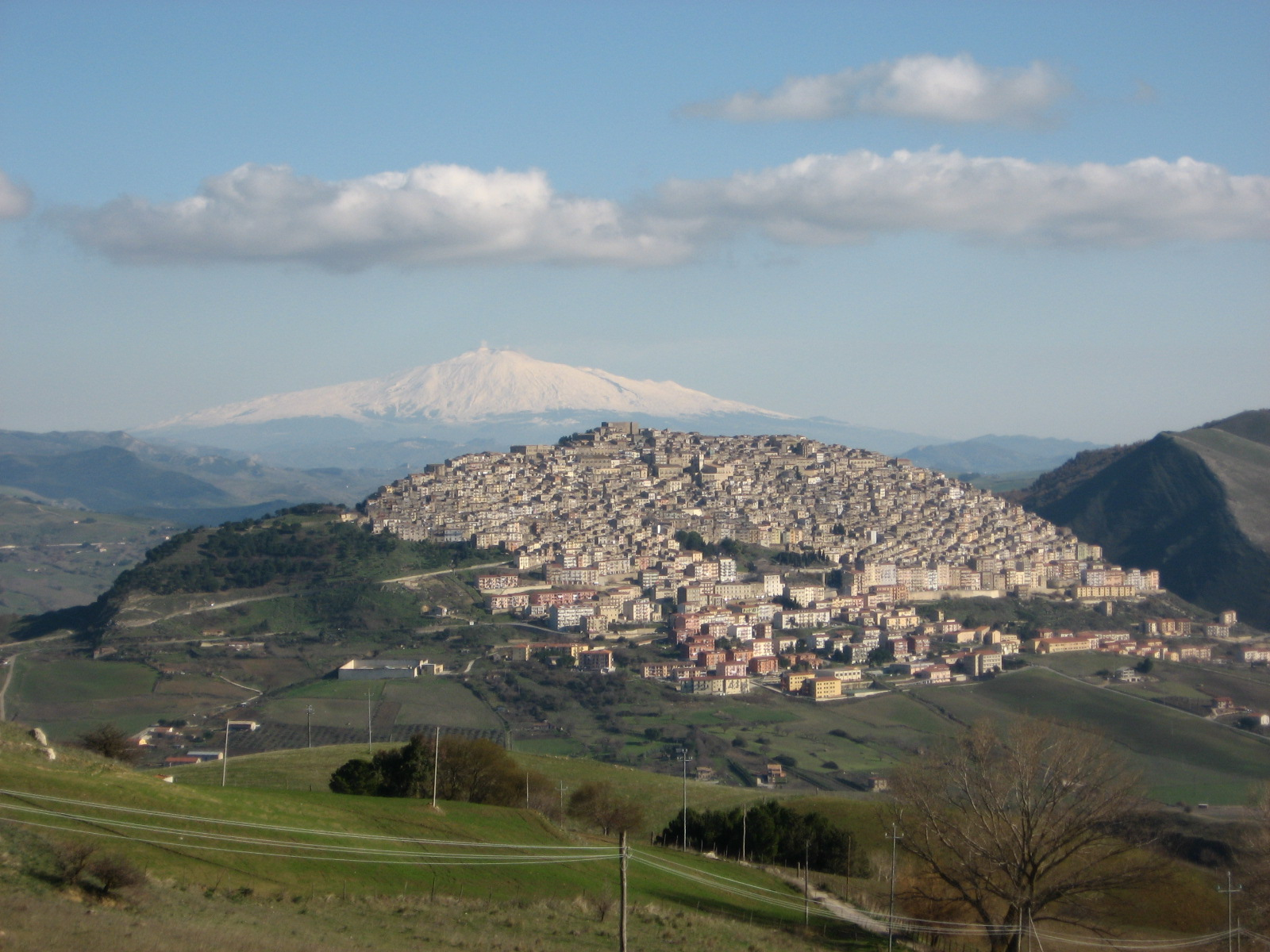
Veduta di Gangi, paese che fu teatro dell'assedio da parte delle truppe al comando di Mori.

Nel gennaio 1926 compì quella che probabilmente fu la sua più famosa azione, e cioè quello che viene ricordato come l'assedio di Gangi, paese roccaforte da oltre un trentennio delle bande degli Andaloro, dei Ferrarello, dei Dino e dei Lisuzzo, le più temibili della zona delle Madonie legate alla mafia «che li protegge e li utilizza», come scrisse lo stesso Mori. Il "patriarca" indiscusso riconosciuto e rispettato da tutte le bande era però Gaetano Ferrarello, detto il «re delle Madonie», latitante da 35 anni perché ricercato per vari reati, dall'omicidio al furto, tanto potente che il sindaco di Gangi, il barone Sgadari, lo omaggiava baciandogli le mani e i Carabinieri in servizio nel paese facevano finta di non vederlo.
Con circa 800 uomini dei Carabinieri e della P.S. al comando del fidato Spanò, fece in un primo tempo isolare Gangi, tagliando i fili del telegrafo e del telefono, e poi passò al rastrellamento casa per casa, arrestando banditi, mafiosi e latitanti vari. I capi banda però restavano nascosti all'interno di una fitta rete di cunicoli sotterranei scavati sotto le case del paese, inaccessibili agli stessi uomini delle forze dell'ordine. Perciò Mori non esitò a usare metodi particolarmente duri di guerra psicologica da lui già sperimentati durante la prima esperienza in Sicilia negli anni della prima guerra mondiale, come macellare pubblicamente il bestiame appartenente ai banditi, utilizzare donne e bambini in veste di ostaggi per costringere i malavitosi ad arrendersi e a diffondere le false voci che i carabinieri stessero violentando le donne dei briganti. Fu proprio per la durezza dei metodi utilizzati che venne soprannominato "Prefetto di ferro". Mori arrivò addirittura a lanciare un proclama con cui sfidava a duello il brigante Ferrarello, il quale decise di arrendersi e di consegnarsi però soltanto al sindaco Sgadari (che condusse le trattative con i banditi) e non allo «sbirro piemontese», come apostrofava Mori. Dopo alcuni giorni, Ferrarello si suicidò gettandosi dalla tromba delle scale del carcere di Palermo. Gli ultimi ad arrendersi furono i fratelli Carmelo e Giuseppe Andaloro insieme alla madre Giuseppa Salvo, capi dell'altra banda di briganti che terrorizzava Gangi.

### L'azione antimafia e l'incriminazione di Cucco e Di Giorgio

Cesare Mori in camicia nera presso Piana degli Albanesi, comunità albanese di Sicilia di rito bizantino

Dopo il successo ottenuto a Gangi, Mori iniziò rastrellamenti su vasta scala in tutta la Sicilia nel biennio 1926-1927 ed ottenne significativi risultati: si registrarono 119 arresti a Misilmeri, Bolognetta e Marineo; 285 nella zona di Termini Imerese; 306 fra Caccamo e Valledolmo; 246 a Bagheria, Ficarazzi e Villabate; 275 a Piana dei Colli, contrada di Palermo; 195 a Sciacca e Agrigento; 105 a Piana dei Greci e a Santa Cristina Gela; 75 nel solo quartiere di Palazzo Reale a Palermo; 5 a Catania. Nelle retate finirono in manette anche boss mafiosi del calibro di Vito Cascio Ferro (considerato uno dei capi supremi della mafia che aveva assassinato il poliziotto italo-americano Joe Petrosino), Francesco Cuccia (il sindaco che aveva umiliato Mussolini durante la sua visita in Sicilia), Calogero Vizzini, Nick Gentile e tanti altri. L'azione di Mori fu però criticata perché numerose persone finirono in carcere solo sulla base di sospetti ed inoltre la forze dell'ordine si avvalsero di torture e sevizie per ottenere informazioni. Iniziò perciò la stagione dei processi che vedevano sul banco degli imputati i centinaia di arrestati nelle retate di Mori, che erano istruiti dal procuratore Luigi Giampietro e si concludevano quasi sempre in pochi mesi con condanne molto pesanti ed assoluzioni rarissime. Per gli assolti, comunque, veniva assegnato il confino di polizia.
Dopo essersi iscritto al Partito nazionale fascista nel febbraio del 1926, Mori espose i principi della sua azione, ossia: ripristinare l’autorità dello Stato, ottenere il sostegno delle popolazioni e distinguere tra una presunta omertà «pura» e un’omertà degenerata.
Il 26 maggio 1927, in apertura del dibattito sul bilancio alla Camera dei deputati, Mussolini tenne uno dei discorsi più famosi ed anche uno dei più lunghi: il cosiddetto discorso dell'Ascensione, che assunse i toni di un vero e proprio bollettino di guerra perché riferì sull'operato di Mori: «(...) È tempo che io vi riveli la mafia. Ma, prima di tutto, io voglio spogliare questa associazione brigantesca da tutta quella specie di fascino, di poesia, che non merita minimamente. Non si parli di nobiltà e di cavalleria della mafia, se non si vuole veramente insultare tutta la Sicilia. Vediamo. Poiché molti di voi non conoscono ancora l'ampiezza del fenomeno, ve lo porto io sopra un tavolo clinico: ed il corpo è già inciso dal mio bisturi. (...) Ecco un bollettino del prefetto Mori, al quale mando il mio saluto cordiale. Ecco il suo bollettino: è il bollettino complessivo per tutta la Sicilia. Nel 1923, 696 abigeati, nel 1926, 126: le rapine, da 1.216, sono discese a 298; le estorsioni, da 238 a 121; i ricatti, da 16 a 2; gli omicidi, da 675 a 299; i danneggiamenti, da 1327 a 815; gli incendi dolosi, da 739 a 469. Questo è il migliore elogio che si può fare a quel prefetto e a un altro funzionario che collabora con lui molto egregiamente: parlo del magistrato Giampietro, il quale, in Sicilia, ha il coraggio di condannare i malviventi. Qualcuno mi domanderà: quando finirà la lotta contro la mafia? Finirà, non solo quando non ci saranno più mafiosi, ma quando il ricordo della mafia sarà scomparso definitivamente dalla memoria dei siciliani. (...)».
Tra le "vittime eccellenti" della repressione di Mori figurò anche il generale di Corpo d'Armata, ed ex ministro, Antonino Di Giorgio: durante una retata a Mistretta, un paese dei Nebrodi, fu ritrovata nello studio dell'avvocato Antonino Ortoleva (ritenuto il capo-mafia della zona, alle cui dipendenze operavano tutte le bande di briganti) una lettera in cui risultava la collusione con la mafia del fratello del generale. Di Giorgio avrebbe richiesto sostegno, in un colloquio riservato, a Mussolini, cosa che non impedirà né il processo né il pensionamento anticipato dell'alto ufficiale e le dimissioni da deputato nel 1928. Quando seppe della sua presenza a Roma per i funerali del Maresciallo Armando Diaz, Mussolini convocò il generale Di Giorgio per chiedere conferma delle tante lamentele sull'operato di Mori. Il generale, su richiesta del duce, appena rientrato a Palermo, lo relazionò per iscritto. Dell'incontro venne a sapere il prefetto che, in via preventiva, confezionò un attacco diretto verso il generale. Mussolini cercò di riavvicinare i due contendenti, ma il generale (in un nuovo colloquio con Mussolini) non ne volle sapere ed energicamente rifiutò la proposta. Rientrato a palazzo dei Normanni (dove a poca distanza conviveva con il prefetto), il generale attaccò con veemenza il prefetto e decise spontaneamente di dimettersi da ogni carica e ritirarsi a vita privata. Ben presto però circoli politico-affaristici di area fascista collusi con la mafia riuscirono a indirizzare, con attività di dossieraggio, le indagini di Mori e del procuratore generale Luigi Giampietro sull'ala radicale del fascismo siciliano, coinvolgendo anche il federale e deputato del PNF Alfredo Cucco, uno dei massimi esponenti del fascio dell'isola. Cucco nel 1927 venne addirittura espulso dal PNF e dalla Camera "per indegnità morale" e sottoposto a processo con l'accusa di aver ricevuto denaro e favori dalla mafia, venendo assolto in appello quattro anni dopo, ma nel frattempo il fascio siciliano fu decapitato dei suoi elementi radicali. L'eliminazione di Cucco dalla vita politica dell'isola favorì l'insediamento nel PNF siciliano dei latifondisti dell'isola, talvolta essi stessi collusi o quantomeno contigui alla mafia. Al posto di Cucco venne nominato segretario federale del PNF Ugo Parodi di Belsito.
A questa azione si aggiunse quella delle "lettere anonime", che tempestarono le scrivanie di Mussolini e del ministro della Giustizia Alfredo Rocco, avvisando dell'esasperazione dei palermitani e minacciando rivolte se l'operato eccessivamente moralistico di Giampietro non si fosse moderato. Contestualmente il processo a Cucco si rivelò uno scandalo, nel quale Mori venne dipinto dagli avvocati di Cucco come un persecutore politico.
Il 10 gennaio 1928 l'Università di Palermo conferì a Mori la laurea honoris causa in giurisprudenza. In quei mesi fu anche presidente della Camera di commercio di Palermo.

### La nomina a Senatore
Il 22 dicembre 1928 fu nominato Senatore del Regno per la categoria "gli intendenti generali dopo sette anni di esercizio" e insieme con lui divenne senatore anche il procuratore Luigi Giampietro. 
Rimase prefetto ancora alcuni mesi, fino a quando nel giugno 1929 Mori fu posto a riposo "per anzianità di servizio" dal successivo 16 luglio 1929 (35 anni per i prefetti), mentre Giampietro lasciò per limiti d'età nel 1931. Il regime fascista dichiarò orgoglioso che la mafia era stata sconfitta. Molti esponenti mafiosi o erano emigrati o erano rimasti nei paesi in attesa di tempi migliori, riemergendo dopo lo sbarco degli alleati in Sicilia nel luglio 1943.

### Gli ultimi anni e la morte
Appena tornato dalla Sicilia fu nominato liquidatore del "Sindacato infortuni imprenditori" con sede a Bari, nel luglio 1929 e vi restò fino al 1932.
Come senatore continuò a occuparsi dei problemi della Sicilia, sui quali seguitò a rimanere ben informato, ma ormai senza potere effettivo e sostanzialmente emarginato.
(Cesare Mori)
La sua abitudine di sollevare il problema della mafia era vista con fastidio da alcune autorità come il sottosegretario all'Interno, dal quale il 30 marzo 1930 fu invitato a "non parlare più di una vergogna che il fascismo ha cancellato", probabilmente per essersi prestato ad alcune contese interne tra le fazioni siciliane del fascismo col pretesto della lotta alla mafia, come nel caso dell'arresto di Cucco. Mori scrisse le sue memorie nel 1932 con il titolo Con la mafia ai ferri corti, edito in Italia da Mondadori (uscì pure in Gran Bretagna tradotto in inglese), la cui pubblicazione fu avversata dal regime. Nel novembre 1929 Mori, insieme a tre fidati collaboratori, giunse a Udine con l'incarico di presiedere il neo costituito Consorzio di 2º grado dell'Istria che, sovrapponendosi al Consorzio per la bonifica integrale della Bassa friulana, aveva la funzione di controllare la litigiosità dei proprietari che aveva provocato la paralisi dei lavori.
Poco dopo la scomparsa della moglie (avvenuta nel marzo 1942), ormai sofferente per un tumore alla cistifellea che lo aveva costretto a trasferirsi a Udine nel 1941, in un appartamento preso in affitto in via Aquileia, il Senatore Mori cessò di vivere tra le braccia del suo fedele autista Lino Vidotti alle ore 5:00 del 5 luglio 1942, due giorni dopo aver firmato l'ultima delibera del Consorzio che dirigeva. È sepolto al cimitero monumentale di Pavia. Ancora oggi a Pagnacco (UD) si trova Villa Mori, nella quale visse per alcuni anni. Le sue carte furono donate all'archivio di Stato di Pavia (fondo Mori) nel 1969 da Carolina Mori, nipote di Cesare Mori, il fondo archivistico contiene documentazione dell’attività del prefetto, in particolar modo nella repressione della mafia. Delle 46 buste conservate nel fondo due possono essere consultate solo dietro autorizzazione del Ministero dell'interno poiché contengono atti riservati.

## Opere
- Tra le zagare, oltre la foschia, Firenze, Carpigiani & Zipoli, 1923 (nuova edizione La Zisa, Palermo, 1988)
- Con la mafia ai ferri corti, Milano, A. Mondadori, 1932 (nuova edizione Avatar Éditions, Trabia, 2018)

## Mori nella letteratura e nel cinema
- Alcune caratteristiche della figura di Mori, come la determinazione e lo sprezzo del pericolo, sono richiamati, in contesti, epoche e personaggi completamente diversi, nel romanzo Il giorno della civetta di Leonardo Sciascia del 1960[28] da cui è stato tratto l'omonimo film del 1968 di Damiano Damiani, con Franco Nero e Claudia Cardinale.
- Sull'opera di Cesare Mori è stato girato nel 1977 il film Il prefetto di ferro, diretto da Pasquale Squitieri, interpretato da Giuliano Gemma e Claudia Cardinale e accompagnato dalle musiche di Ennio Morricone. Il film è stato tratto dall'omonimo saggio di Arrigo Petacco ma modifica i nomi di diversi personaggi e ne stravolge fortemente la consecutio logica e temporale ridisponendo alla rinfusa alcuni eventi, omettendone altri o addirittura cambiando il corso di altri (ad esempio l'assedio di Gangi viene mostrato come avvenuto nel periodo estivo, mentre nella realtà avvenne a gennaio).
- Nel 2012 la Rai ha dedicato a Cesare Mori la fiction Cesare Mori - Il prefetto di ferro, miniserie in due puntate per la regia di Gianni Lepre, fortemente criticata per una serie di incongruenze storiche.